# 夢 (角色)
夢是一名DC漫畫作品《睡魔》（1989年至1996年）中的虛構角色，首次登場於第二卷#1（1989年1月），由作家尼爾·蓋曼和藝術家山姆·凱斯、麥克·德林伯格所創作。
夢是七名不可思議的強大生命無盡之一，是比諸神更久遠也更偉大的存在。夢既是所有夢和敘事的主宰者，也是其擬人化；雖然這些並非現實，但他能定義夢的存在。夢還擁有許多名字，包括摩耳甫斯與奧涅伊洛，且他的容貌會根據看到他的人而改變。夢是《睡魔》系列的主角及代表性人物，並被《帝國雜誌》評為第15大漫畫人物，以及在IGN網站的百大漫畫英雄排行榜中名列第15位。

## 歷史
夢是漫畫系列《睡魔》的主角，該漫畫源於尼爾·蓋曼提出重振DC漫畫作品《睡魔》（1974年至1976年）的建議。蓋曼很快地開始為新系列構思改善方法，並將其提交給當時的DC編輯凱倫·貝格。幾個月後，貝格賦予了蓋曼一個漫畫頭銜，但他不確定他的《睡魔》是否會被接受。幾週後，貝格問蓋曼是否還對《睡魔》感興趣。蓋曼回憶說：「嗯...是的。是的，肯定是。有什麼收穫呢？（貝格說）只有一個，我們想要一個新的睡魔，保留名字，但其餘的則取決於您。」

### 角色設計
蓋曼用最初的形象設計了這個新角色：「一個年輕、蒼白、打赤膊的男人，被囚禁在一個很小的牢房裡，等著他的綁架者過世...像是要死了般瘦弱、留著長長的黑髮、奇怪的眼睛。」蓋曼以日本和服及自己衣櫥上的花紋作為該角黑衣服上的圖樣。
夢的身材高䠷、瘦弱、蒼白的皮膚、黑色的頭髮及以兩顆星星代替眼睛；他的眼睛平時多為銀色、藍色或白色，但是當他生氣時，眼睛則會變成紅色。夢的外貌千變萬化，通常會隨著其所在地區和時代的著裝風格而變化。他的面孔和體格是基於1920年代的蓋曼、治療樂隊的主唱羅伯特·史密斯和芭蕾舞演員法魯克·魯濟馬托夫的結合。
夢的臉和容貌也取自包豪斯樂團的主唱彼得·墨菲。實際上，蓋曼解釋說，墨菲是原版模特兒。蓋曼還說過，《睡魔》的藝術家戴夫·麥基恩曾在《睡魔》#1封面上以彼得·墨菲為原型來繪製夢的臉。
在漫畫中，夢的對白會以黑底白字、波浪形邊框的對話框來呈現。且和其他角色不同，只有他的對白文本是句子大小寫（其他漫畫角色文本的句子皆是大寫）。

## 其他媒體
- 2022年影集睡魔 (電視劇)，由湯姆·史特瑞吉飾演摩耳甫斯。

## 外部連結
- Dream at the Comic Book DB
- Markstein, Don. . Don Markstein's Toonopedia（英语：Don Markstein's Toonopedia）. 2008  [2020-04-20]. （原始内容存档于2012-05-24）.